# Advanced Telescope for High Energy Astrophysics
El Advanced Telescope for High ENergy Astrophysics (ATHENA) és una proposta de telescopi espacial de raigs X. És un bifurcament/reinici per part de l'ESA del International X-ray Observatory (IXO), un projecte planejat per la NASA, l'ESA, i la JAXA del 2008 al 2011. En el 2011, la NASA es va retirar del projecte. Era un candidat per a la primera missió de classe L (L1) en el programa Cosmic Vision de l'ESA. També es va cancel·lar el Jupiter Icy Moon Explorer. Podria ser un candidat com a propera missió de classe L.
En el pla original seria llançat en el 2021 com un esforç conjunt de l'agència espacial estatunidenca, la NASA, l'Agència Espacial Europea (ESA), i la Japan Aerospace Exploration Agency (JAXA). En el maig de 2008, l'ESA i la NASA van establir un grup de coordinació de la participació de les tres agències, amb la intenció d'explorar una missió conjunta fusionant els actuals projectes XEUS i Constellation-X. Això va fer proposar l'inici d'un estudi conjunt per a l'IXO. L'IXO va ser competència enfront d'altres dues missions, l'Europa Jupiter System Mission (EJSM) i el Laser Interferometer Space Antenna (LISA).
La missió va ser estimada amb un cost de 850 milions d'euros.

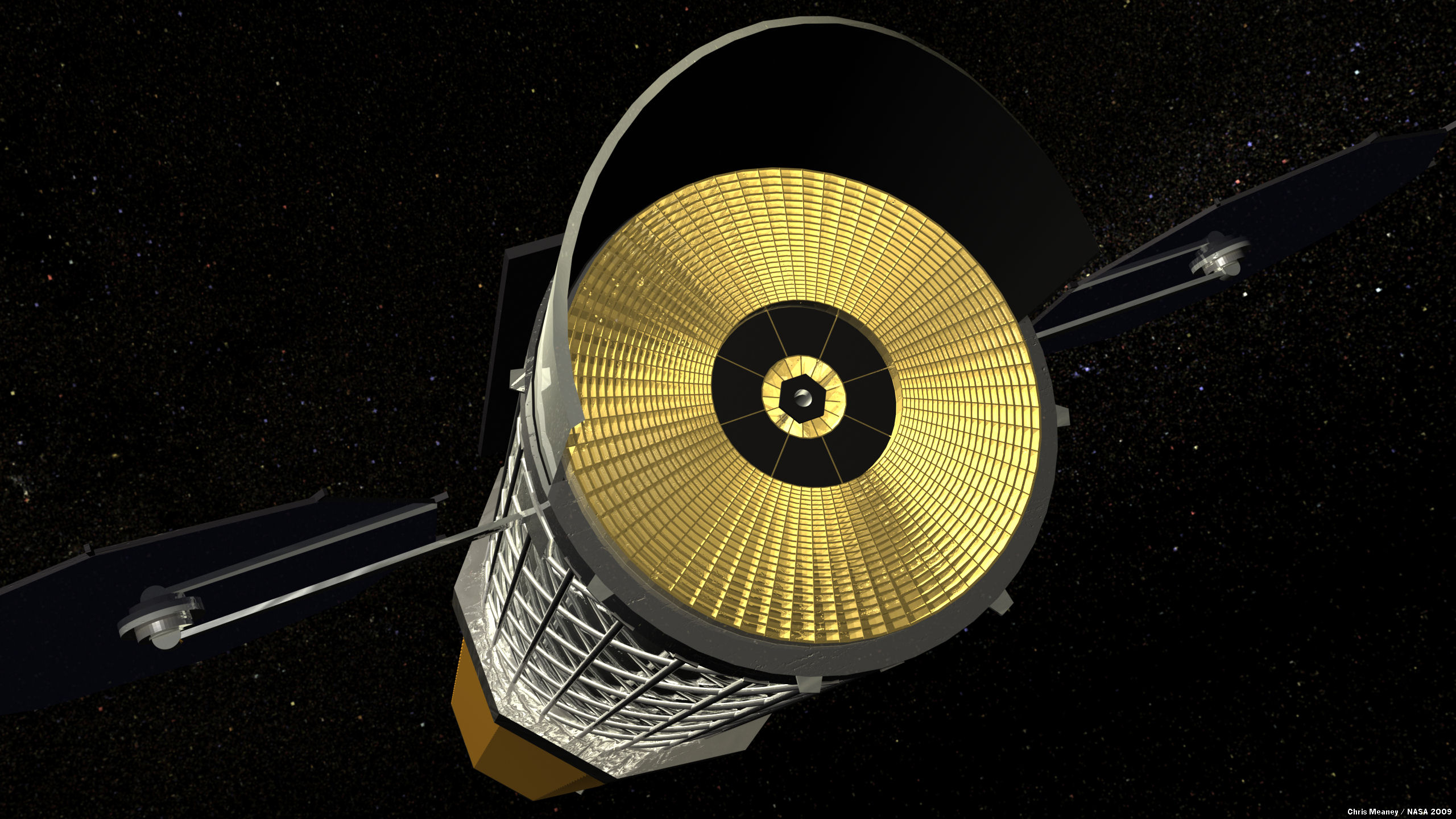
Concepció artística de l'IXO per part de la NASA, vista del mirall.

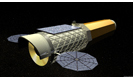
Concepció artística de l'IXO per part de la NASA, vista lateral.

La data de llançament prevista de l'IXO és pel 2021, entrant en una òrbita L2. Actualment s'està estudiant determinar el vehicle de llançament, ja sigui l'Ariane V o un Atlas V. L'IXO serà dissenyat per operar per a un mínim de 5 anys, amb l'objectiu fixat en 10 anys, així que les operacions científiques de l'IXO es preveuen que durarà del 2021 al 2030.